# Gueules cassées

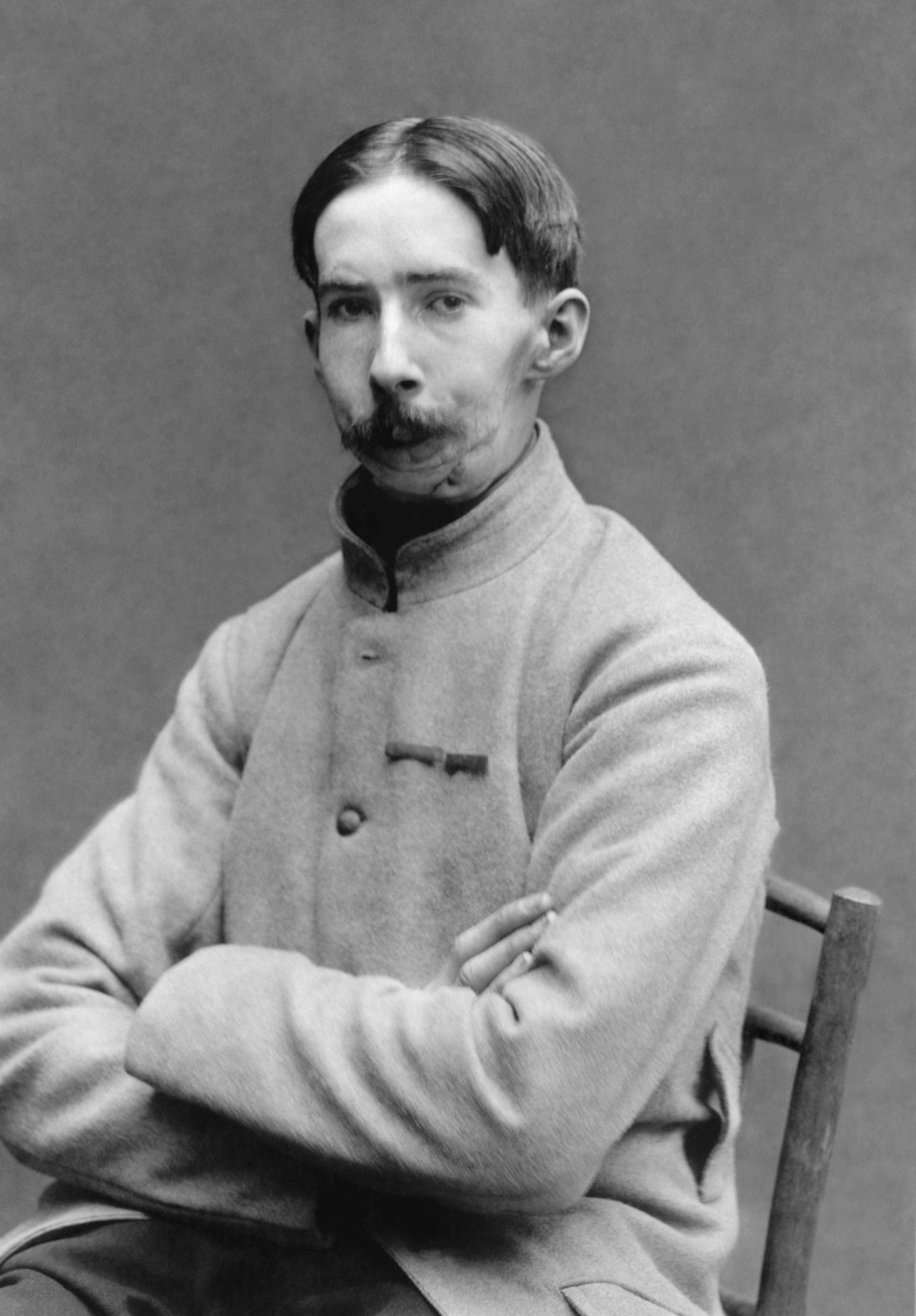
Un soldado francés con una deformación facial de la Primera Guerra Mundial

Gueules cassées (literal. Bocas rotas) es una expresión francesa para militares desfigurados en el rostro que se originó en la Primera Guerra Mundial. Se dice que el coronel Yves Picot acuñó el término cuando se le negó la entrada a una reunión para discapacitados de guerra.

## Origen
La táctica de guerra de trincheras protegió los cuerpos pero dejó las cabezas expuestas. La introducción del casco de acero en 1915 hizo que los disparos en la cabeza fueran más "sobrevivibles", pero esta reducción de la mortalidad significó un aumento en este tipo de heridas.
Al comienzo de la guerra, los heridos en la cabeza generalmente no se consideraban capaces de sobrevivir y, por lo general, no se les "ayudaba primero". Esto cambió en el transcurso de la guerra, a medida que se avanzó en prácticas médicas como la cirugía oral y maxilofacial y más notablemente en el nuevo campo de la cirugía plástica. Los cirujanos realizaron experimentos con trasplantes de huesos, cartílagos y tejidos, y personas como Hippolyte Morestin, Harold Gillies y Léon Dufourmentel lograron enormes avances. Debido al carácter experimental de esta cirugía, algunos optaron por permanecer como estaban y otros simplemente no pudieron ser ayudados todavía. A algunos de estos últimos les ayudó todo tipo de nuevas prótesis para que parecieran más o menos "normales".

## Consecuencias
Se estima que 4,2 millones de franceses resultaron heridos, 300.000 de los cuales fueron clasificados como "mutilados". De ellos, unos 15.000 pueden llamarse gueules cassées. Inmediatamente después de la guerra, los desfigurados faciales no se consideraban veteranos de guerra y estaban exentos de apoyo y beneficios de veteranos, pero eso cambió más tarde. En 1921 se formó la Union des Blessés de la Face et de la tête (asociación de heridos en la cara y la cabeza). El coronel Picot mencionado anteriormente fue uno de sus fundadores y más tarde presidente de la asociación. Todavía existe, actualmente bajo el nombre de Gueules Cassées, considerando las mutilaciones, el lema algo amargo de 'sourire quand même' ("sin embargo sonriendo").